# Base aérienne Prince M. Bunyamin
La base aérienne Prince M. Bunyamin est un aéroport militaire situé à Astra Ksetra, à Lampung, en Indonésie,.